# Cray T3E

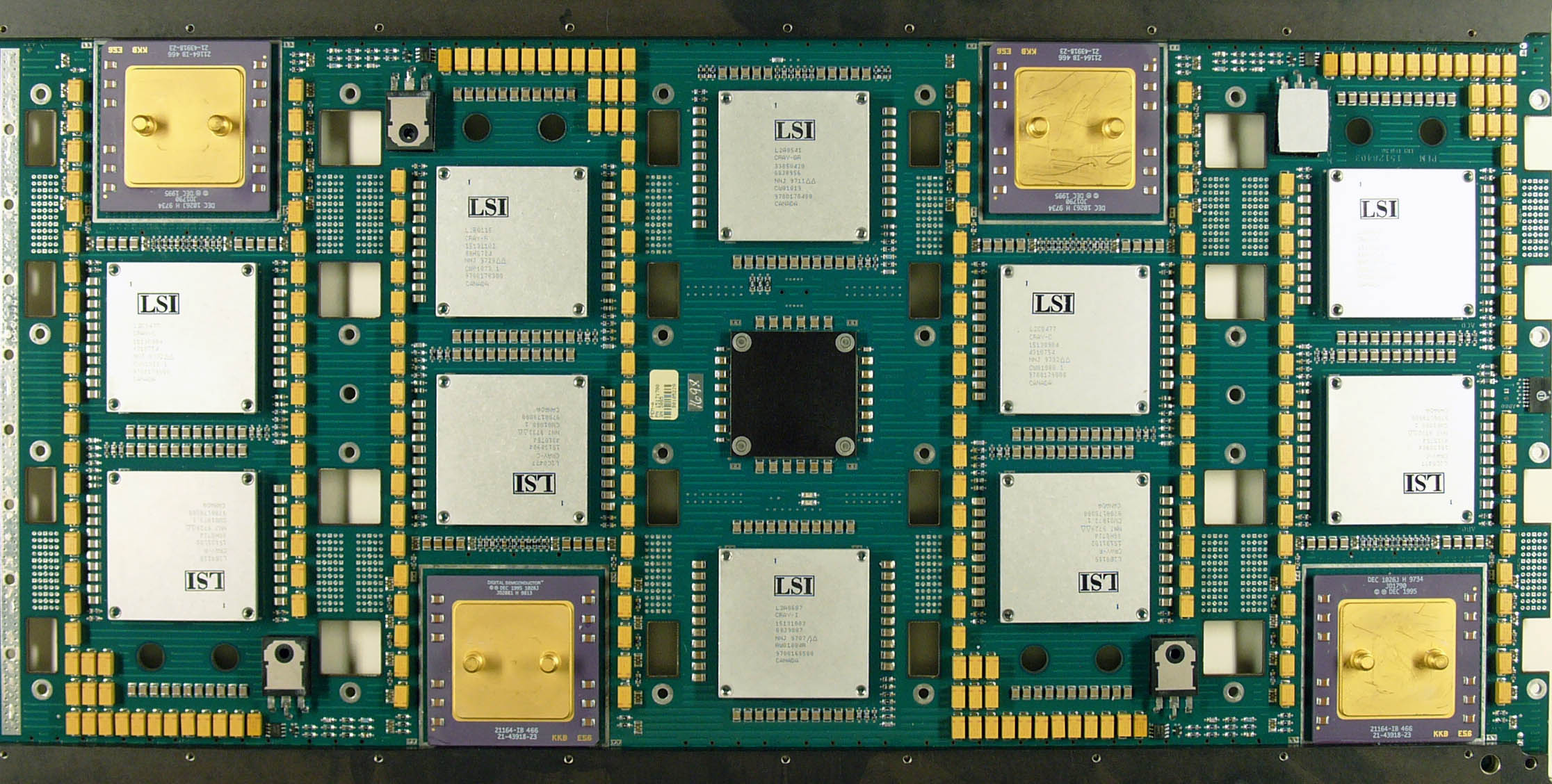
T3E-600

O Cray T3E foi a segunda geração de arquitetura de supercomputadores massivamente paralela da Cray Research, lançada em 1995. Assim como o anterior, Cray T3D, ela era máquina com memória completamente distribuída usando uma rede de interconexão com topologia de toro. O T3E usava inicialmente o microprocessador DEC Alpha 21164 (EV5) e foi redesenvolvido para abrigar de 8 a  2176 elementos de processamento.  Cada elemento de processamento tinha entre 64 MB e 2 GB de DRAM e um roteador interconectado de seis vias com uma banda de rede de 480 MB/s em cada direção. Diferente de outros sistema de massivo paralelismo, incluindo o T3D, o T3E era autônomo e executava o sistema operacional distribuído UNICOS/mk com um subsistema de E/S GigaRing integrado ao toro para a rede, disco e uma fita de E/S.
O T3E original (conhecido como T3E-600) tinha um clock de 300 MHz. Variantes posteriores, usando o processador 21164A (EV56), incluiram o T3E-900 (450 MHz), T3E-1200 (600 MHz), T3E-1200E e o T3E-1350 (675 MHz). O T3E era disponível tanto com refrigeração a ar ou a líquido. Sistemas com refrigeração a ar tinham entre 16 e 128 elementos de processamento, enquanto os sistema com refrigeração a líquido tinham entre 64 e 2048.
Um processador T3E-1200 foi o primeiro supercomputador a atingir o desempenho acima de 1 teraflops executando uma aplicação de ciência computacional, em 1998.